# تشاندراشيكارا رامان

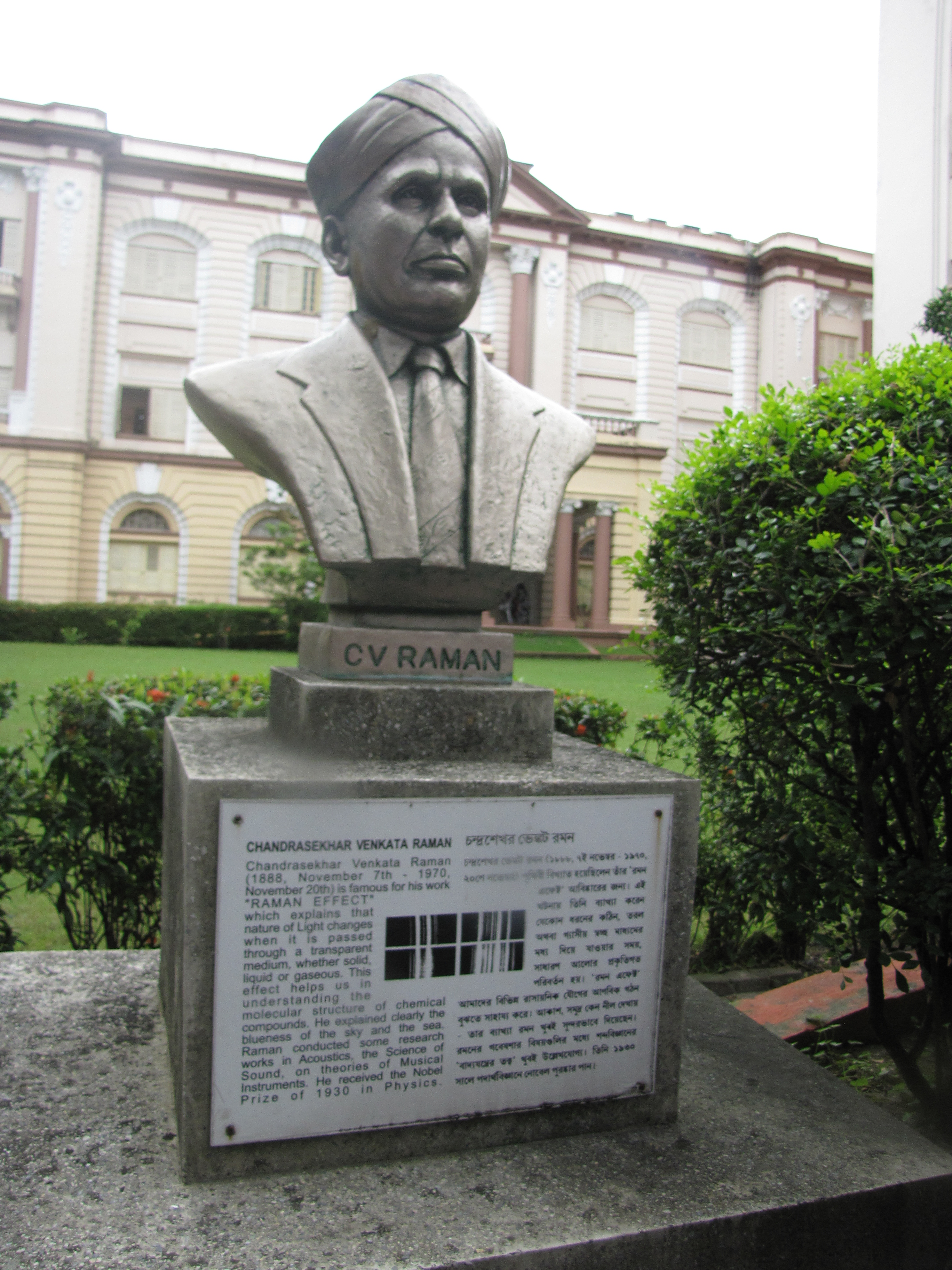
تمثال نصفي لتشاندراشيكارا فينكاتا رامان في حديقة متحف بيرلا الصناعي والتكنولوجي.

كان تشاندراشيكارا فينكاتا رامان (بالتاميلية: சந்திரசேகர வெங்கடராமன)‏ (مواليد 7 نوفمبر 1888 - 21 نوفمبر 1970) عالمًا هنديًا للفيزياء حصل على جائزة نوبل في الفيزياء عام 1930 عن عملة في التبعثر الجزيئي واكتشافه ما يعرف باسم تأثير رامان الذي سمي على اسمه.

## روابط خارجية
- تشاندراشيكارا رامان على موقع الموسوعة البريطانية (الإنجليزية)
- تشاندراشيكارا رامان على موقع الموسوعة البريطانية (الإنجليزية)
- تشاندراشيكارا رامان على موقع مونزينجر (الألمانية)
- تشاندراشيكارا رامان على موقع إن إن دي بي (الإنجليزية)